# Андрей Артян
Андрей Артян (рум. Andrei Artean, нар. 14 серпня 1993, Хунедоара) — румунський футболіст, півзахисник клубу «ЧФР Клуж».

## Ігрова кар'єра
Народився 14 серпня 1993 року в місті Хунедоара. Вихованець клубу «Корвінул» з рідного міста, з якого у 2010 році потрапив до футбольної школи клубу «Політехніка» (Тімішоара). Після того як 2012 року клуб припинив існування, Андрей був включений до заявки команди «Полі Тімішоара», яка була заснована на базі зниклої команди і стала виступати у другому дивізіоні. Тут він провів у сезоні 2012/13 9 матчах чемпіонату. 
Надалі для отримання ігрової практики молодий півзахисник грав за нижчолігові клуби «Карансебеш» та «Римніку» (Вильча), а з 2016 року став основним гравцем «Полі Тімішоари», де виступав до 2018 року, коли команда покинула вищий дивізіон.
З літа 2018 року три сезони захищав кольори клубу «Вііторул». Тренерським штабом нового клубу також розглядався як гравець «основи» і у 2019 році виграв з командою Кубок та Суперкубок Румунії. 2021 року «Вііторул» об'єднався із «Фарулом», де гравець провів ще три роки і 2023 року став чемпіоном країни.
Протягом першої половини 2024 року Артян захищав кольори кіпрського клубу «Аполлон», а влітку повернувся на батьківщину і став гравцем «ЧФР Клуж» . Станом на 22 жовтня 2024 року відіграв за команду з Клужа 11 матчів в національному чемпіонаті.

## Титули і досягнення
- Чемпіон Румунії (1):

«Фарул»: 2022/23
- Володар Кубка Румунії (1):

«Вііторул»: 2018/19
- Володар Суперкубка Румунії (1):

«Вііторул»: 2019